# فيرجينيا هافيلاند
فيرجينيا هافيلاند (بالإنجليزية: Virginia Haviland)‏ هي كاتِبة وأمينة مكتبة وكاتبة للأطفال أمريكية، ولدت في 21 مايو 1911 في روتشستر في الولايات المتحدة، وتوفيت في 6 يناير 1988 في واشنطن العاصمة في الولايات المتحدة.